# Mykoła Andrusiak
Mykoła Andrusiak lub Nykoła Andrusiak, ukr. Никола (Микола) Григорович Андрусяк (ur. 20 lutego 1902 w Przewłocznej, zm. 25 stycznia 1985 w Bostonie) – ukraiński historyk, badacz dziejów nowożytnych, przede wszystkim historii księstwa halicko-wołyńskiego, kozactwa, ukraińskiej cerkwi w XVI–XVIII w., ruchów moskalofilskich w Galicji oraz ukraińskich walk wyzwoleńczych lat 1918–1920.

## Życiorys
Od maja 1919 do kwietnia 1920 służył w szeregach 4 Brygady Piechoty Armii Halickiej, od kwietnia 1920 do listopada 1920 w szeregach Armii Ukraińskiej Republiki Ludowej, w tym od maja tegoż roku w szkole junackiej. Od 1921 do 1923 uczył się w ukraińskim gimnazjum akademickim we Lwowie. W latach 1923–1928 studiował historię na Uniwersytecie Jana Kazimierza we Lwowie, tam w 1931 obronił pracę doktorską Józef Szumlański (1667-1708) – pierwszy biskup unicki lwowski. Jego życie i działalność, napisaną pod kierunkiem Stanisława Zakrzewskiego (wydaną drukiem w 1934). W 1929 został członkiem Polskiego Towarzystwa Historycznego.
Od 1927 do 1932 pracował w bibliotece Towarzystwa Naukowego im. T. Szewczenki we Lwowie, od 1932 był członkiem tego towarzystwa, do 1939 opublikował wiele krótszych artykułów poświęconych historii Ukrainy na łamach prasy i periodyków naukowych polskich i ukraińskojęzycznych. W latach 1937–1938 wykładał historię na Ukraińskim Uniwersytecie Robotniczym Towarzystwa „Siła” we Lwowie.
Po wybuchu II wojny światowej pracował krótko na Uniwersytecie Lwowskim, ale już na początku 1940 wyjechał do Krakowa. W latach 1941–1942 przebywał w Kijowie, gdzie od października 1941 do lutego 1942 był dyrektorem Instytutu Historii Ukraińskiej Akademii Nauk. Od lutego 1942 ponownie zamieszkał we Lwowie, pracował tam jako nauczyciel w Ukraińskim Gimnazjum Państwowym (1943–1944) i Greckokatolickiej Akademii Teologicznej (1944). w lipcu 1944 wyjechał do Pragi. Po II wojnie światowej zamieszkał w Niemczech, w latach 1946–1948 był wykładowcą Wolnego Uniwersytetu Ukraińskiego w Monachium. W 1949 wyjechał na stałe do USA, mieszkał m.in. w Nowym Jorku, Bostonie i w ostatnim okresie życia w Akron. Wykładał historię Rosji, uczył rosyjskiego, ukraińskiego, polskiego i niemieckiego, m.in. w kilku uniwersytetach stanowych i college’ach, m.in. University of Akron.

## Publikacje
- Józef Szumlański, pierwszy biskup unicki Lwowski (1667–1708). Zarys biograficzny, Lwów 1934
- Нариси з історії галицького москвофільства, Lwów 1935
- Мазепа і Правобережжя, Lwów 1938
- По окраїнних волостях (Довідки про минуле і згадки з мандрівки), Praga 1940
- Історія України. Ч. 1, Praga 1941
- Тризуб, Monachium 1947
- Назва «Україна», Chicago 1951